# داولتشینو
داولتشینو (به لاتین: Davletshino) یک منطقهٔ مسکونی در روسیه است که در باشقیرستان واقع شده‌است.